# Església de Sant Lluís Beltran
L'Església Parroquial de Sant Lluís Beltran és un temple catòlic situat al carrer Músic Mariano Puig Yago, 2 al municipi de Torrent. És Bé de Rellevància Local amb identificador nombre 46.14.244-002.